# Ботвіньєв Олексій Володимирович
Олексій Ботвіньєв (рос. Алексе́й Влади́мирович Ботви́ньев; нар. 25 червня 1981, Коломна, РРФСР) — російський футболіст, воротар. Зараз — тренер.

## Життєпис
Вихованець коломенської футбольної школи. Займався у дитячих секціях ФК «Ока» й «Авангард». З дитячих команд вибрав позицію воротаря. Зважаючи на відсутність другого воротаря в дитячих і молодіжних командах виступав одночасно в декількох вікових категоріях. Дорослу кар'єру розпочав у клубі «Коломна», який виступав у зоні «Центр» другого дивізіону.
З 1999 по 2006 рік перебував у складі донецького «Шахтаря», за який зіграв лише одного разу в Кубку України. Виступав за «Шахтар-2» в першій лізі України (87 ігор, 105 пропущених голів), за «Шахтар-3» у другій лізі (19 ігор, 34 пропущених м'ячі) і в турнірі дублерів (3 гри, 1 пропущений м'яч).
У 2007-2008 роках виступав за раменський «Сатурн», за основний склад зіграв 4 гри в чемпіонаті Росії, в яких пропустив 5 м'ячів, і 3 гри в кубку Росії, в яких пропустив 3 м'ячі; за дубль зіграв 13 матчів, пропустив 10 голів.
У лютому 2009 року був відданий в річну оренду до «Кубані». 21 березня дебютував у 2-му турі чемпіонату Росії в грі проти московського «Спартака» (1:0), відіграв весь матч, на 20 хвилині відбив пенальті, призначений за свій же фол проти Веллітона. Всього за «Кубань» провів 14 матчів у чемпіонаті, в яких пропустив 17 м'ячів, і 1 матч у першості молодіжних складів, в якому пропустив 2 м'ячі. Після завершення сезону орендну угоду не було продовжено, й він покинув «Кубань».
12 березня 2010 року було повідомлено, що сезон 2010 року Ботвіньєв проведе в оренді в клубі першого дивізіону «Краснодар».
26 грудня 2010 року підписав контракт з клубом «Том», терміном на три роки. За обопільною згодою з клубом у грудні 2012 року контракт був розірваний, і футболіст повернувся в «Коломну».

## Сім'я
Одружений, має сина й доньку.